# Al Ittifaq Diraz
Le Al Ittifaq (en arabe : الإتفاق) est un club bahreïnien de football fondé en 2001 et basé dans la ville de Diraz.

## Historique
- 2001 : fusion entre 3 clubs : Al-Arabi- Beni Jamra- maqaba sur le nom de Al-Ittifaq[2].

## Palmarès
| Compétitions nationales |
| --- |
| - Championnat de Bahreïn (1) : - Champion : 1974-75. - Coupe de Bahreïn (1) : - Vainqueur : 1969. - Finaliste : 1967 et 1971. |